# DRS-122
DRS-122 (Magvidzara)  — реактивна система залпового вогню калібру 122 мм.
Розроблена грузинським науково-технічним центром «Дельта» за допомогою українських фахівців в 2012 році на базі броньованого шасі КрАЗ-6322 та артилерійської частини БМ-21. Виготовлено лише́ три бойові одиниці.